# Championnat de Malaisie de football 1984
Navigation
Saison 1983 Saison 1985
La saison 1984 du Championnat de Malaisie de football est la troisième édition de la première division en Malaisie. Le championnat n'est en fait qu'une phase qualificative pour une compétition plus prestigieuse, la Coupe de Malaisie. Les seize clubs engagés affrontent une seule fois leurs adversaires et seuls les huit premiers se qualifient pour la phase finale de la Coupe de Malaisie, disputée sous forme de matchs à élimination directe.
C'est le club de Selangor FA qui termine en tête du classement et qui remporte donc le titre officiel de champion de Malaisie. C'est le premier titre de l'histoire du club.
Une équipe composée de joueurs brunéiens participe également à la compétition.

## Les clubs participants
| - Melaka FA - Penang FA - Kelantan FA - Kedah FA - Pahang FA - Selangor FA - Brunei FA - Federal Territory FA | - Johor FA - Sabah FA - Perlis FA - Sarawak FA - Negeri Sembilan FA - Terengganu FA - Perak FA - ATM FA |

## Compétition
Le barème de points servant à établir le classement se décompose ainsi :
- Victoire : 3 points
- Match nul : 1 point
- Défaite : 0 point

### Classement
| Rang | Équipe               | Pts | J  | G | N | P  | Bp | Bc | Diff |
| ---- | -------------------- | --- | -- | - | - | -- | -- | -- | ---- |
| 1    | Selangor FA          | 30  | 15 | 9 | 3 | 3  | 25 | 14 | +11  |
| 2    | Pahang FA            | 28  | 15 | 8 | 4 | 3  | 37 | 19 | +18  |
| 3    | Penang FA            | 28  | 15 | 8 | 4 | 3  | 21 | 16 | +5   |
| 4    | Federal Territory FA | 25  | 15 | 7 | 4 | 4  | 22 | 13 | +9   |
| 5    | Sabah FA             | 24  | 15 | 6 | 6 | 3  | 24 | 16 | +8   |
| 6    | Melaka FA T          | 24  | 15 | 7 | 3 | 5  | 26 | 19 | +7   |
| 7    | Kelantan FA          | 23  | 15 | 6 | 5 | 4  | 29 | 16 | +13  |
| 8    | Johor FA             | 23  | 15 | 5 | 8 | 2  | 27 | 20 | +7   |
| 9    | Negeri Sembilan FA   | 22  | 15 | 7 | 1 | 7  | 16 | 22 | -6   |
| 10   | ATM FA               | 17  | 15 | 4 | 5 | 6  | 12 | 15 | -3   |
| 11   | Terengganu FA        | 17  | 15 | 4 | 5 | 6  | 20 | 21 | -1   |
| 12   | Perak FA             | 16  | 15 | 3 | 7 | 5  | 14 | 20 | -6   |
| 13   | Kedah FA             | 16  | 15 | 4 | 4 | 7  | 14 | 26 | -12  |
| 14   | Sarawak FA           | 14  | 15 | 4 | 2 | 9  | 16 | 35 | -19  |
| 15   | Brunei FA            | 10  | 15 | 1 | 7 | 7  | 15 | 28 | -13  |
| 16   | Perlis FA            | 8   | 15 | 2 | 2 | 11 | 12 | 30 | -18  |

|  | Champion de Malaisie 1984 Qualification pour la phase finale de la Coupe de Malaisie |
|  | Qualification pour la phase finale de la Coupe de Malaisie                           |
|  | T : Tenant du titre                                                                  |

## Bilan de la saison
| Championnat de Malaisie de football 1984 |                         |
| Champion                                 | Selangor FA (1er titre) |